# Xô Viết (quận), Ulan-Ude
Xô Viết (tiếng Nga: Советский, Sovetskii, tiếng Buryat: Соведэй, Sovedei) là một quận của Ulan-Ude, thủ đô của Cộng hòa Buryatia, Nga. Đây là quận có diện tích nhỏ nhất và ít dân nhất của thành phố này.
Ở đây có bức tượng đầu Lênin lớn nhất trên toàn lãnh thổ Nga.

## Lịch sử
Vào ngày 25 tháng 3 năm 1938, thành phố Ulan-Ude và quận Gorodskoy được thành lập theo quyết định của Ủy ban Chấp hành Trung ương toàn Nga. Ngày 20 tháng 6 năm 2017 là ngày quận Gorodskoy được đổi tên thành quận Xô Viết như bây giờ. Năm 2009, các vi quận (microraion, tương đương với phường của Việt Nam) Zarechny, Sokol, Soldatsky, Tulunzha, Istok và Stepnoy đã được nhập vào quận này.

## Địa lý
Quận Xô Viết có sông Selenga chảy qua. Nó giáp với quận Tháng Mười bởi dòng sông Uda. Một phần của dãy núi Ulan-Burgas nằm bên trong khu vực này. Phía tây quận chia sẻ một khu vực thảo nguyên bằng phẳng với huyện Ivolginsky láng giềng. Ở phía đông và đông bắc có tuyến đường sắt Sibir nổi tiếng, ngăn cách khu vực với quận Đường Sắt.

## Cơ sở hạ tầng
Xô Viết bao gồm:

### Giải trí
- 4 rạp hát
- 3 rạp chiếu phim
- 4 trung tâm văn hóa - giải trí

### Giáo dục
- 16 trường trung học cơ sở
- 12 trường mẫu giáo
- 5 trường nghệ thuật thiếu nhi
- 1 trường đại học

### Thể thao
- 2 sân vận động

### Y tế
- 33 bệnh viện, phòng khám, các cơ sở y tế khác